# Cerasus hisauchiana
Cerasus hisauchiana là loài thực vật có hoa trong họ Hoa hồng. Loài này được (Hisauti) Ohba mô tả khoa học đầu tiên năm 1992.